# Fisklösen (Säfsnäs socken, Dalarna, 667856-142860)
Fisklösen är en sjö i Ludvika kommun i Dalarna och ingår i Dalälvens huvudavrinningsområde. Sjöns area är 0,014 kvadratkilometer och den är belägen 308 meter över havet.